# 馬約-雷伊州

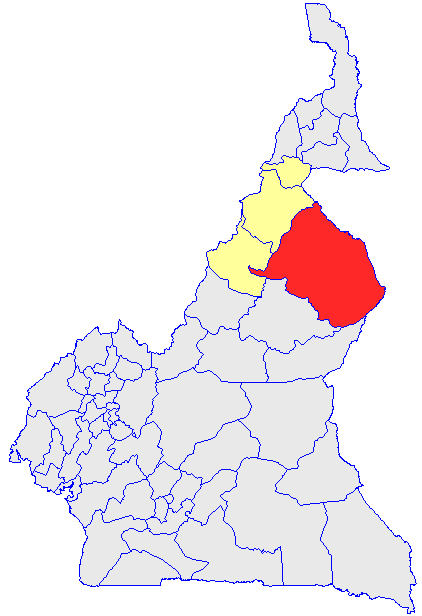

马约-雷伊州（法語：Mayo-Rey）是喀麥隆的58個州份之一，位於該國北部，由北部區負責管轄，西面是法羅州，面積36,529平方公里，2001年人口242,441，人口密度每平方公里6.6人。